# Božo Vuletić
Božo Vuletić (Dubrovnik, 1. srpnja 1958.), hrvatski je vaterpolist, osvajač zlatne medalje na Olimpijskim igrama u Los Angelesu 1984. godine.
Odigrao je 59 susreta za reprezentaciju bivše SFRJ.